# Supercoppa dei Paesi Bassi 2023
La Supercoppa dei Paesi Bassi 2023 (ufficialmente Johan Cruijff Schaal XXVII) è stata la trentatreesima edizione della Supercoppa dei Paesi Bassi.
Si è svolta il 4 agosto 2023 al De Kuip tra il Feyenoord, campione d'Olanda, e il PSV vincitore della Coppa dei Paesi Bassi 2022-2023.
Ad aggiudicarsi la vittoria finale è stato il PSV, conquistando il trofeo per la quattordicesima volta.

## Partecipanti
| Squadre   | Qualificazione                                  | Partecipazioni precedenti (il grassetto indica la vittoria)                                                                 |
| --------- | ----------------------------------------------- | --- |
| Feyenoord | Vincitore della Eredivisie 2022-2023            | 10 (1991, 1992, 1993, 1994, 1995, 1999, 2008, 2016, 2017, 2018)                                                             |
| PSV       | Vincitore della Coppa dei Paesi Bassi 2022-2023 | 20 (1991, 1992, 1996, 1997, 1998, 2000, 2001, 2002, 2003, 2005, 2006, 2007, 2008, 2012, 2015, 2016, 2018, 2019, 2021, 2022) |

## Tabellino
| Arbitro: | Allard Lindhout |

|  |           |          |
|  | Marcatori | 79’ Lang |